# Zemský okres Rýn-Berg
Zemský okres Rýn-Berg (německy Rheinisch-Bergischer Kreis) je zemský okres v německé spolkové zemi Severní Porýní-Vestfálsko, ve vládním obvodu Kolín nad Rýnem. Sídlem správy zemského okresu je město Bergisch Gladbach. Má přibližně 283 tisíc obyvatel. 

## Města a obce
| Města: 1. Bergisch Gladbach 2. Burscheid 3. Leichlingen (Rheinland) 4. Overath 5. Rösrath 6. Wermelskirchen | Obce: 1. Kürten 2. Odenthal |